# Petit BamBou
Petit BamBou est une application de méditation de pleine conscience et de respiration. 
Elle propose des séances de méditations guidées ou libres, de courts dessins animés, ainsi que de nombreuses ambiances sonores,.
L'application est disponible en six langues et compte plus de 11 millions d'utilisateurs dans 190 pays début 2024.

## Histoire
Petit BamBou a été fondé en 2014 par Benjamin Blasco et Ludovic Dujardin. L'application a officiellement été lancée en janvier 2015. Elle est éditée par la société par actions simplifiée de droit français FeelVeryBien.
En février 2018, la version allemande voit le jour. Puis Petit BamBou s'est décliné en espagnol en juin 2018, en anglais en décembre 2018, ainsi qu'en italien et en néerlandais durant l'année 2020.
Son produit initial consiste en programmes de méditations guidées, à quoi se sont ajoutés au fil du temps des outils de cohérence cardiaque, de « crise de calme » (« exercice de relaxation très court, qui dure 3 minutes maximum »), des exercices de sophrologie, auto-hypnose et des ambiances sonores.

## Produit
Petit BamBou fournit des ressources de méditation guidée en ligne, accessibles aux utilisateurs via le site web de l'entreprise et via une application mobile sur les plateformes iPhone et Android. Les utilisateurs peuvent accéder à 4 programmes de huit séances gratuites, après lesquelles ils ont la possibilité de souscrire un abonnement mensuel, semestriel, annuel ou à vie, ou de continuer avec le matériel d'essai gratuit.
L'application contient plus de 130 programmes classés sur différentes thématiques : stress, lâcher prise, travail, sport, enfants, parentalité, manger en conscience, deuil, tabac et mindfulness,,,... 
Petit BamBou a également publié plusieurs livres dont, Méditer avec Petit BamBou, ainsi qu'un éphéméride Mon année de méditation avec Petit BamBou. 

## Publications
- Petit Bambou, Méditer avec Petit Bambou. La sérénité en un clin d'œil, Paris, Marabout, 2017  (ISBN 978-2-501-11990-0)
- Benjamin Blasco, Ludovic Dujardin, Éphéméride Petit Bambou. Mon année de méditation avec Petit Bambou, Paris, Marabout, 2018  (ISBN 978-2-501-13103-2)